# クラウス・ヘーナー・シュプリングミュール
クラウス・ヘーナー・シュプリングミュール（独: Klaus Hähner-Springmühl, 1950年 ツヴィッカウ - 2006年7月15日 ライプツィヒ）は、1980年代の東ドイツの自主的なカルチャーシーンで有名だった芸術家。当時のカール＝マルクス＝シュタット（今日のケムニッツ）で活動した。

## 経歴と作品
ヘーナー・シュプリングミュールは、石工の勉強でアビトゥーアを取得し、エンジニアの研究をやめて、1970年に芸術作品の製作方法を模索し始める。彼にとって重要だったのは、A・R・ペンクであり、その描写スタイルがアクションとパフォーマンスのものと全く同様のものであると考える。
1972年に彼はカール＝マルクス＝シュタットに移住し、1970年代から1980年代、視覚芸術と演劇で東ドイツの例外的なポジションを占めた。すでにカール＝マルクス＝シュタットでの初の展覧会は、彼の絵画よりも、彼が登場したことのほうが挑発的であり、大きなスキャンダルになった。1980年代に写真の表面などに絵の具を塗りたくる独自のスタイルを開拓した。パフォーマンスとコンサートでヘーナー・シュプリングミュールはさらに有名になり、90年代初めまで、カールステン・ニコライやオアフ・ニコライ兄弟のような才能を輩出したカール＝マルクス＝シュタットの若者のアートシーンに極めて大きな影響を与えた。若者世代は、ザクセンのヘーナー・シュプリングミュール・サークルのように、彼の作品を注意深く見続け、様々な観点から評価した。
ヘーナー・シュプリングミュールは出国を禁止されていたにもかかわらず西側でもある程度知られていた。1985年にハイナー・ミュラーとの共著『コメント（Kommentar）』が出版されたとき、カルト的芸術家であった彼が、自分と対等だと思う人と共同作業をしたということで、大きな注目が集まった。1988年には、ギャラリストゲルト・ハリー・リュプケが企画した個展「基礎工事2（Baugrube II）」が行われ、彼の芸術の名声は頂点に達した。彼の最も重要な芸術仲間は、Jahren Frank Raßbach, Wolfgang-Erich Hartzsch, 元妻のギッテ・シュプリングミュールである。
1990年以降、彼は忘れられるようになり、芸術業界の劇的な変化を前にして後退していった。1990年代半ばからはますます孤立し、ライプツィヒに引きこもった。当時を懐かしむという個展が2005年にケムニッツ・ギャラリーで開かれ、それが最期の展覧会となった。
2006年7月15日、ライプツィヒで死去した。